# Hans Heinrich Klein
Hans Heinrich Bruno Ludwig Klein, auch Hans-Heinrich Klein (* 4. Februar 1918 in Friedland (Mecklenburg); † 11. Dezember 1992 in Münster) war ein Major der deutschen Wehrmacht und später Generalleutnant der des Heeres der Bundeswehr.

## Leben
Hans Heinrich Klein, Sohn des Schlachtermeisters Willy Ulrich Alfred Klein und dessen Frau Erna Lowina Clara Lina, geb. Krogmann, trat nach seiner schulischen Ausbildung in die Wehrmacht ein und schloss am 1. September 1938 seine Ausbildung zum Offizier mit der Beförderung zum Leutnant ab. Während des Zweiten Weltkrieges diente er im Infanterieregiment 48 und wurde zuletzt am 1. November 1944 zum Major befördert. Nach der Gründung der Bundesrepublik Deutschland und der Bundeswehr wurde er Offizier des Heeres. Während seiner Generalstabsausbildung an der Führungsakademie der Bundeswehr in Hamburg befasste er sich mit der „Göttinger Rede“ vom 15. Dezember 1965 des Inspekteur des Heeres, Generalleutnant Ulrich de Maizière, in der dieser sich mit dem Staatsbürger in Uniform auseinandersetzte.
Am 1. April 1968 wurde er als Oberst und Nachfolger von Brigadegeneral Hermann Büschleb als Kommandeur der Panzerbrigade 15 „Westerwald“ in Koblenz und verblieb auf diesem Posten bis zum 30. September 1970, woraufhin Oberst Günter Kießling am 1. Oktober 1970 sein Nachfolger wurde. Während dieser Verwendung wurde er zum Brigadegeneral befördert und befasste er sich auch mit dem neuen Beurteilungswesen der Bundeswehr.
Im Anschluss wurde Klein als Generalmajor am 1. Oktober 1970 Kommandeur der 11. Panzergrenadierdivision in Oldenburg und somit Nachfolger von Generalmajor Werner Ebeling, der am 30. September 1970 in den Ruhestand getreten war. Diesen Posten hatte er bis zum 30. September 1974, ehe Generalmajor Gottfried Ewert am 1. Oktober 1974 sein dortiger Nachfolger wurde. Zuletzt wurde Klein zum Generalleutnant befördert und übernahm am 1. Oktober 1974 von Generalleutnant Hans Hinrichs die Funktion als Kommandierender General des I. Korps in Münster. In dieser Verwendung verblieb er bis zu seiner Versetzung in den Ruhestand am 1. März 1978, woraufhin Generalleutnant Ferdinand von Senger und Etterlin am 1. April sein Nachfolger als Kommandierender General wurde. Während seiner Dienstzeit als Kommandierender General kamen Verbände des Korps zum Katastropheneinsatz 1976 bei Sturmfluten in Norddeutschland sowie 1975 und 1976 bei Wald- und Heidebränden in Niedersachsen.
Klein, der in Münster lebte, engagierte sich bis zu seinem Tode 1992 im Verein für Geschichte und Altertumskunde Westfalens, Abt. Münster. Er wurde in Heinsberg beigesetzt.
Klein war verheiratet und hatte fünf Kinder.

## Auszeichnungen
- Verwundetenabzeichen (1940)
- Eisernes Kreuz I. Klasse (1941)
- Kriegsverdienstkreuz (1945)
- Großes Verdienstkreuz mit Stern des Verdienstordens der Bundesrepublik Deutschland (1977)